# Graciela Bon
 Graciela Bon Hewitt, más conocida como "Chela Bon" (Santiago de Chile, 2 de julio de 1930 - Los Ángeles, Estados Unidos, 23 de enero de 2010) fue una actriz de cine chilena.

## Biografía
Inició su carrera a mediados de la década de 1940. En 1948, decidió emigrar a Estados Unidos para probar suerte y desarrollar su carrera artística. Durante los últimos años de vida, estuvo dedicada a la producción cinematográfica. Trabajó en un proyecto sobre la vida de Catalina de los Ríos y Lisperguer, más conocida como "La Quintrala".
Falleció a los 79 años en la ciudad estadounidense de Los Ángeles, California.

## Filmografía
- 1945 La casa está vacía
- 1945 Amarga verdad
- 1946 Sueña mi amor
- 1946 El padre Pitillo
- 1946 El diamante del Maharajá
- 1947 Si mis campos hablaran
- 1948 Yo vendo unos ojos negros
- 1949 El paso maldito
- 1960 Un viaje a Santiago
- 1964 Curse of the Stone Hand
- 1987 Tierra sin ley
- 1988 El secreto de la caverna de hielo
- 1998 La Cruz del Sur (Southern Cross)